# Vincenzo Soro
Vincenzo Soro, conosciuto anche come Cenzo Soro (Cagliari, 23 aprile 1913 – Cagliari, 10 marzo 2010), è stato un dirigente sportivo, allenatore di calcio e calciatore italiano, di ruolo portiere.
Nel 1983 fu insignito dall'allora Presidente della Repubblica Sandro Pertini della medaglia d'oro al valore sportivo.
Nel 2005 ha ricevuto una laurea honoris causa in Scienze Motorie da parte dell'Università degli Studi di Cagliari.
Negli ultimi anni di vita ha scritto un libro dal titolo "Poesie e calcio", in cui raccontava le carriere dei principali atleti e dirigenti della storia dello sport sardo, ed ha lavorato come opinionista sportivo per TCS (Tele Costa Smeralda) e per varie testate giornalistiche sarde.

## Carriera

### Atletica
Iniziò la sua carriera sportiva praticando l'atletica leggera, che abbandonò alcuni anni più tardi per dedicarsi al calcio. Fu campione sardo di salto in lungo e salto in alto, specialità di cui per alcuni anni ha anche detenuto il record regionale sardo.

### Giocatore
Ha giocato come portiere nel Cagliari nella stagione 1931-1932 in Serie B, giocando 9 partite; in seguito è stato acquistato dalla Juventus, con cui non è mai riuscito ad esordire in gare ufficiali a causa di una lussazione scapolo-omerale.
È tornato al Cagliari nella stagione 1935-1936, nel campionato sardo di Seconda Divisione, chiuso al primo posto in classifica con conseguente promozione in Prima Divisione, la terza serie dell'epoca. Nella sua ultima stagione da giocatore, milita nel girone sardo della Seconda Divisione 1936-1937 con l'altra squadra cittadina dell'epoca, la Pro Calcio San Giorgio.

### Allenatore
Nella stagione 1946-1947 alla guida del Sant'Elena ha vinto il campionato sardo di Prima Divisione, precedendo in classifica il Carbonia ed il Cagliari; anche l'anno seguente ha allenato in Prima Divisione, nel Monreale Italpiombo.
Nella stagione 1951-1952 (in Serie C, con Federico Allasio allenatore) ed in quella successiva (chiusa al 4º posto in classifica in Serie B) ha lavorato come direttore tecnico per il Cagliari, ruolo che ha ricoperto anche nella prima parte della stagione 1953-1954, in cui è stato anche il vice-allenatore ed è poi subentrato ad Ottavio Morgia, che intanto svolgeva la mansione di giocatore-allenatore dopo l'esonero di Allasio, nelle ultime dieci partite dell'annata, chiuse con un bilancio di sei vittorie, due pareggi e due sconfitte, che hanno consentito al Cagliari di chiudere il campionato al 3º posto in classifica e di giocare uno spareggio per la promozione in Serie A, perso sul campo neutro di Roma contro la Pro Patria.
Soro allenò per diversi anni anche nell'Amsicora, società di atletica leggera di Cagliari, in cui allenò tra gli altri anche Adriano Loddo, che in seguito sarebbe diventato campione italiano nei 400 metri. In coppia con Filippo Vado allenò anche la squadra di hockey su prato del CUS Cagliari.
Insieme a Gigi Riva ha fondato negli anni '60 una delle prime scuole calcio in Italia ed in alcuni periodi ha lavorato come istruttore per allenatori a Coverciano.

### Dirigente

#### Basket e atletica
Dopo aver lasciato la panchina del Cagliari, è stato per circa 30 anni presidente della Federazione Regionale di basket della Sardegna. Negli stessi anni è stato anche presidente della Federazione regionale di atletica.

## Riconoscimenti
Il Cagliari lo ha inserito nella sua Hall of Fame.

## Palmarès

### Giocatore

#### Competizioni nazionali
- Campionato italiano: 1

Juventus: 1932-1933

#### Competizioni regionali
- Seconda Divisione: 1

Cagliari: 1935-1936